# هيلاس (ثيمة)
ثيمة هيلاس ((باليونانية: θέμα Ἑλλάδος)‏, Thema Hellados) كانت مقاطعة عسكرية مدنية بيزنطية (مدينة، ثيمة) تقع في جنوب اليونان. شملت الثيمة أجزاء من وسط اليونان، ثيساليا وحتى، حوالي عام 800، شبه جزيرة البيلوبونيز. تأسست في أواخر القرن السابع، ونجت حتى أواخر القرن الحادي عشر/الثاني عشر، عندما تم تقسيمها إلى مناطق أصغر.